# Ruban adhésif
 (avril 2020).
Si vous disposez d'ouvrages ou d'articles de référence ou si vous connaissez des sites web de qualité traitant du thème abordé ici, merci de compléter l'article en donnant les références utiles à sa vérifiabilité et en les liant à la section « Notes et références ».

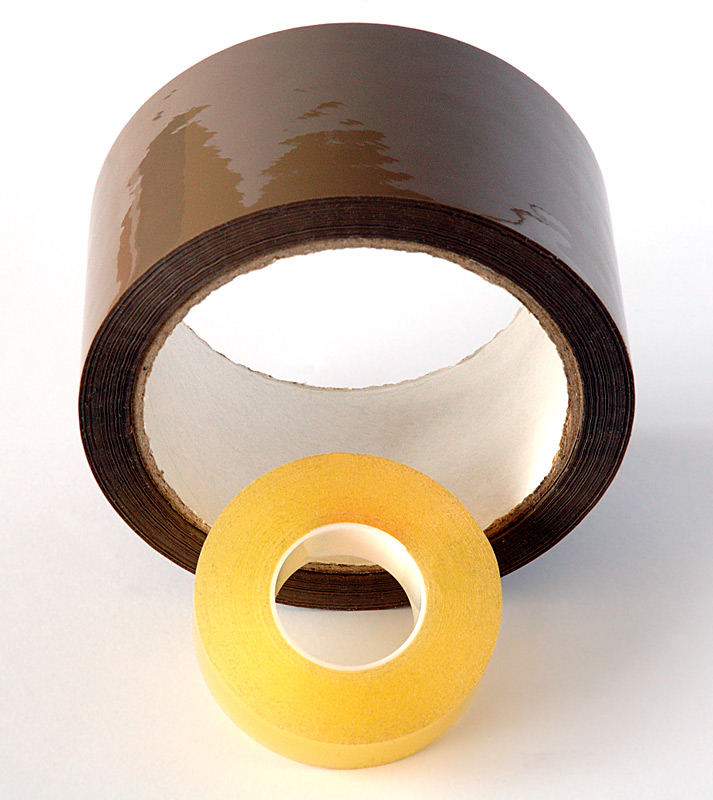
Deux rouleaux de ruban adhésif : emballage large havane et de bureau transparent.

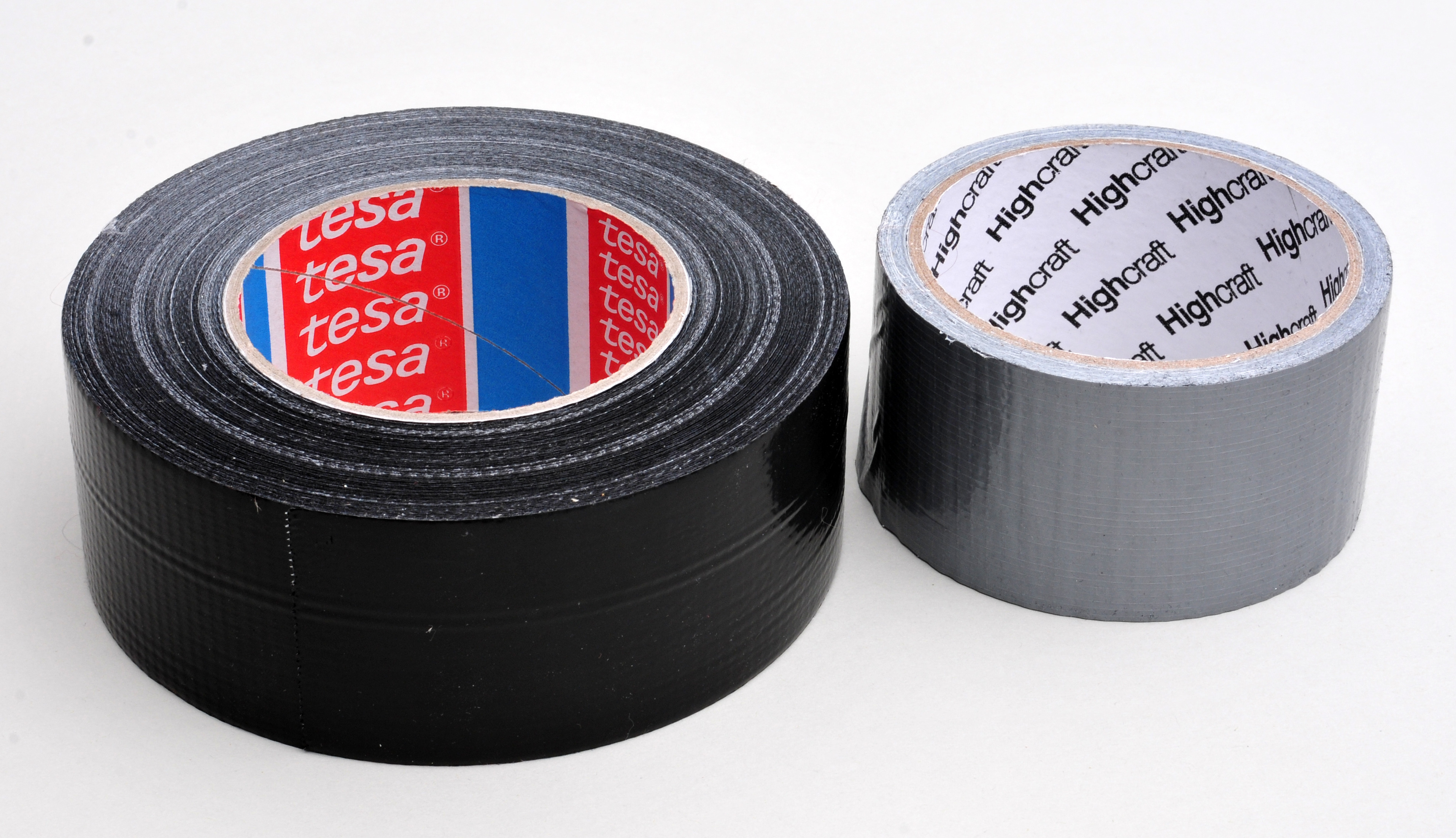
Gaffer industriel et en.

Un ruban adhésif, papier collant (Belgique), ruban collant (Canada), aussi appelé scotch (par antonomase), est constitué d’un support souple (toile, papier, PVC, polyéthylène, mousse, etc.) enduit d’une masse adhésive adhérant sur la plupart des substrats par simple pression exercée par les doigts. Leur activation ne nécessite aucune source d’énergie. Il ne requiert pas non plus de temps de séchage ou de durcissement.
Cette très grande facilité d’application leur ouvre un large champ d’utilisation dans des domaines d’activités particulièrement variés pour assurer des fonctions de protection, de fixation, d’amortissement ou encore de décoration.
Un adhésif sensible à la pression (ASP ; ou PSA, pour l'anglais pressure sensitive adhesives) est une catégorie spéciale de ruban adhésif.
Les rubans adhésifs sont généralement enroulés sur eux-mêmes et forment un rouleau dont la face externe n’est pas adhésive ou est revêtu d’un protecteur. Ils peuvent également se présenter sous forme de feuilles.
Il existe de très nombreux types de rubans adhésifs qui se répartissent entre deux grandes familles :
- ruban adhésif simple face ;
- ruban adhésif double face.

Leur niveau de performance peut être élevé voire très élevé dans des applications pour des secteurs de pointe. On parle alors de rubans adhésifs techniques ou hautes performances.
Ces rubans adhésifs sont destinés à trois grands marchés :
- B to C (Business to Consumer, vente aux particuliers) ;
- B to B (Business to Business, vente aux entreprises) ;
- médical.

## Historique
Exception faite du chatterton, inventé en 1860, un des premiers adhésifs déroulants a été le sparadrap, donc la première utilisation industrielle et à grande échelle appartient au domaine médical. C’est le pharmacologue allemand Oscar Troplowitz (entre autres inventeur du baume à lèvres Labello et de la crème Nivea) qui invente le sparadrap en 1901, première surface adhésive enroulée sur elle-même et produite à grande échelle.
Dans les années 1920, les peintres en carrosserie utilisaient du papier journal pour mettre en place des rapports colorés sur les voitures. C’était évidemment une méthode qui manquait trop de précision pour ne pas lui apporter une solution, en effet, le papier journal se froissait ou se déchirait très facilement. En 1925, l'Américain Richard Drew, ingénieur chez 3M, développe sous la marque Scotch le ruban adhésif tel qu'on le connait aujourd'hui.
Le mot « Scotch » est une antonomase (figure de style) où l’on a remplacé le nom commun par une marque déposée. Ainsi, selon la légende, les peintres en carrosserie auraient prononcé la phrase suivante : « Take this tape back to those Scotch bosses of yours and tell them to put more adhesive on it! » (« Rapportez ce ruban à vos radins de patrons et dites-leur de mettre plus d’adhésif dessus. » C’est parce qu’il savait qu’il allait falloir le retirer que Richard Drew n’avait mis de l’adhésif que sur les bords du film plastique qu’il fabriquait alors.
C'est par une autre antonomase que la marque Scotch est devenue plus tard un synonyme de ruban adhésif.
Ce ruban adhésif était à cette époque fabriqué en celluloïd, une des premières matières plastiques synthétiques fabriquées à grande échelle. Aujourd'hui, il est le plus souvent en PVC ou en polypropylène.
Le ruban adhésif a connu un essor remarquable durant la Seconde Guerre mondiale, comme beaucoup d'autres technologies émergentes. En effet, la marque 3M a fabriqué plus de cent rubans adhésifs différents pour toutes sortes d’utilisations comme l’emballage, l’isolation, l’imperméabilité, la réparation de secours.
Après guerre, le ruban adhésif se diffuse largement dans les bureaux, les écoles, les entreprises et les foyers. Depuis, il s'est développé dans différents domaines d’utilisation tels qu’on les connaît aujourd’hui, comme le ruban adhésif double face, le ruban adhésif de bureau ou le ruban adhésif de masquage, accessibles à tous les foyers, écoles, entreprises et bureaux.
En 2004, le ruban adhésif a fait partie d'un ensemble d’objets exposés lors de l’exposition Humble Masterpieces qui a eu lieu au Museum of Modern Art de New York, dans le département de l’architecture et du design. Étaient visibles plus d’une centaine d’objets comme le trombone, les Post-it, les sucettes Chupa Chups, le T-shirt, le pansement, le Frisbee, le stylo-bille Bic, le Rubik's Cube, le cintre, le Tupperware, la balle de tennis. L'Italienne Paola Antonelli était la commissaire de cette exposition.
Tout récemment[Quand ?], on[Qui ?] développe des rubans adhésif en papier washi venant du Japon[réf. nécessaire]. Couramment appelés[Par qui ?] masking tape, ils sont en réalité beaucoup utilisés pour la décoration[réf. nécessaire]. 

## Mécanisme
Le mouvement imposé au ruban adhésif est continu mais s'effectue en saccades. Les physiciens qui étudient la dynamique du front de pelage parlent du phénomène de stick-slip (immobilité-glissement), ou parfois de « broutement »,

## Utilisations et types
Il existe plusieurs types de rubans, utilisés pour toutes sortes de travaux — collage, emballage, assemblage, colmatage, etc. Ils se trouvent la plupart du temps sous forme de rouleaux.

### Bureau, «papier collant»
Ruban adhésif le plus courant, transparent, de 10 à 19 mm de largeur, souvent en polypropylène ou en acétate de cellulose, utilisé pour les petites réparations, le collage de papier, les petits emballages.

### Emballage
D'une largeur de 50 mm ou plus, en PVC ou en polypropylène, le plus souvent de couleur havane, mais aussi transparent, ou blanc, il est très utilisé pour les déménagements et l'expédition de colis en fermeture de cartons.

### Industriel
Ruban adhésif de hautes performances, très résistant car souvent toilé (duct tape), utilisé dans les travaux du bâtiment, permettant, par exemple, l'assemblage de pièces lourdes.

### Double face
Ruban adhésif large, enduit d'adhésif sur les deux faces dont l'une est protégée par un papier siliconé (anti-adhésif) jusqu'à utilisation, idéal pour le bricolage, la pose de moquette.

### Isolant(en)
Ruban de couleur, largeur de 15 mm, en PVC souple, pour le gainage de fils électriques ; aussi appelé « toile isolante », ainsi que, en France, « chatterton » ou « barnier » de la marque du même nom.

### Masquage
Ruban adhésif peu collant permettant un retrait facile, de couleur blanche ou bleue en général, utilisé principalement dans les travaux de peinture. Souvent sur base de papier crêpé, il est facile à déchirer et à courber pour suivre les limites de la peinture.

### Papier gommé
Ruban, rouleau ou bande de papier kraft gommés activés par l'eau avec un adhésif à base de fécule de pomme de terre, utilisé pour fermer des emballages de carton.

### Gaffer
Ruban adhésif large et toilé, utilisé par les techniciens travaillant dans le spectacle. Il a notamment pour particularités de ne pas laisser de trace et de ne pas refléter la lumière.

## Structure
Un ruban adhésif se compose d’un support enduit d’une masse adhésive. Dans le cas de rubans adhésifs simple face, seule une face du support est enduite. Dans le cas d’un double face, les deux côtés du support sont enduits et un des côtés reçoit un protecteur évitant que l’adhésif colle sur lui-même. Toujours dans le domaine des doubles faces, certains rubans n’ont pas de support ; on parle alors de film transfert.
Les différents matériaux présentent des avantages et des limites tant sur le plan technique, qu’économique. Leur diversité autorise un très grand nombre de combinaisons offrant au ruban adhésif une adaptabilité importante et une très grande diversité d’utilisation.

### Nature des principaux supports
- PVC
- Polypropylène
- PET
- Non tissé
- Toile
- Trame
- Mousse PE
- Mousse PU
- Mousse acrylique
- etc.

### Nature des principales masses adhésives
Formulation de la masse adhésive à base de :
- caoutchouc naturel ;
- caoutchouc synthétique ;
- acrylique ;
- silicone ;
- etc.

### Nature des protecteurs (uniquement pour rubans adhésifs double face)
- Papier siliconé.
- Papier enduit de PE.
- Film MOPP.
- Film PE.
- Film PET.

## Des géométries variables
Classiquement un ruban se présente sous forme d’un rouleau ou bobine de longueur et de largeur variable (citer les dimensions les plus fréquentes). Le film de protection de surface est un ruban adhésif de très grande largeur (jusqu’à 3 200 mm) et longueur (jusqu’à 4 000 m) (Novacel). Il est destiné à protéger des rayures ou de la poussière généralement de façon temporaire, les métaux, matières plastiques, stratifiés, verre, etc., lors du process, du stockage ou du transport. Le ruban adhésif se présente généralement sous une forme d’une bande continue. Il peut néanmoins être dans certains cas prédécoupé (on parle dans ce cas-là de pièces matricées). Ces pièces prédécoupées sont conditionnées ou non sous forme de rouleau.

## Grandes fonctions
Fixer : les rubans adhésifs double face constituent une alternative aux fixations traditionnelle telles les rivets, les vis, les écrous et boulons, les agrafes, des clips ou encore des adhésifs liquides. Ils permettent de d’assembler de façon performante et rapide de très nombreux matériaux sans recours à un quelconque perçage ou taraudage. Les rubans adhésifs présentent ainsi de nombreux atouts :
- simplification du design de la pièce à assembler ;
- fonctionnalités supplémentaires (étanchéité, amortissement…) ;
- gains de productivité liés à la facilité de la pose ;
- technologie de fixation nécessitant que de faibles investissements ;
- atouts environnementaux : allégement des pièces assemblées (par opposition à une fixation mécanique), peu ou pas d’émissions de COV (par opposition à une fixation à base de colles).

Protéger.
Amortir.
Étanchéifier.
Repérer, signaler, décorer.
Les rubans adhésifs assurent fréquemment plusieurs fonctions : fixage, amortissement, étanchéification, etc. On parle alors de rubans adhésifs multifonctionnels.

## Principaux secteurs d'applications
- Médical
- Électronique
- Grand Public : bricolage
- Industrie
- Transports
- Bâtiments et construction
- Énergies renouvelables
- Industries graphiques
- Biens de consommations
- Textiles techniques
- Emballage
- Sécurité et signalétique
- Agriculture
- etc.

## Emploi artistique
Le ruban adhésif est utilisé par des artistes contemporains qui s’en inspirent et l’utilisent comme matériau de création. 
- Barnett Newman (1905-1970) est un peintre américain, que l’on classe dans le colorfield painting, sous-catégorie de l’expressionnisme abstrait, courant né à New York à partir de la seconde moitié du XXe siècle. Pour construire ses champs colorés, il décide de se servir du ruban adhésif qui lui permettra de délimiter ses couleurs. Le ruban adhésif agit pour Barnett Newman comme un outil qui, par soustraction, va tracer une ligne droite sur l’espace de la toile.
- En 1968, l'artiste français François Morellet installe des trames horizontales en ruban adhésif noir sur des sculptures du musée des beaux-arts de Nantes.
- L'Argentin Jaime Davidovich est intervenu en 1974 sur un téléviseur avec du ruban adhésif, en recouvrant méticuleusement la surface de l’écran sans recouvrir le cadre.
- À partir de la fin des années 1970, Michael Craig-Martin, artiste irlandais, réalise des dessins muraux de grande taille à l’aide d’un ruban adhésif noir fin. On y retrouve des ampoules, des outils, des meubles, des échelles, des mappemondes, des fourchettes, des livres, etc.
- Buff Diss est un street artiste australien qui utilise un ruban adhésif noir ou blanc pour déployer son univers graphique dans des lieux abandonnés, des restaurants ou des marchés. Il a commencé à utiliser le ruban adhésif en 2005.
- L’Allemand Max Zorn dessine des sujets empruntés à l'univers de la photographie, du cinéma et de la publicité grâce à son outil qui est le ruban adhésif marron d’emballage. Il travaille depuis 2011 en atelier et dans la rue, notamment en prenant les lampadaires pour support afin d’éclairer ses œuvres par derrière.
- Olivier Blanckart, un artiste belge, utilise le ruban adhésif d’emballage marron dans ses Remixes à partir des années 1990 pour rejouer en volume des images de l'actualité de l'époque. Il bricole des scènes en trois dimensions à échelle humaine avec des mannequins qu’il fabrique à partir de matériaux précaires dont le ruban adhésif marron d’emballage. Il a aussi dans une de ses œuvres de sa série des « Quasi-objets », fabriqué des gants de boxes à échelle 1 avec du carton et du ruban adhésif marron.
- Jessica Stockholder est une artiste américaine et canadienne, elle utilise le ruban adhésif parmi d’autres matériaux.
- Thomas Hirschhorn, artiste suisse, utilise le ruban adhésif comme l'outil d'un bricoleur, pour recouvrir des formes ou des objets afin de les révéler, mais aussi pour fabriquer un ensemble. Ses œuvres sont souvent monumentales et envahissantes, le ruban adhésif marron fonctionne généralement comme une excroissance qui vient souligner les phénomènes culturels dont il veut parler.
- L'Allemande Monika Grzymala réalise des œuvres in situ, en utilisant tout l'espace des lieux dans lesquels elle travaille. Le ruban adhésif permet d'intervenir sur l'ensemble des éléments architecturaux de ce lieu. Ces œuvres donnent à voir le matériau pour ce qu'il est.
- En 2015, au Palais de Tokyo, le groupe croate de designers NUMEN/For Use a installé une structure monumentale en ruban adhésif transparent assez solide pour supporter des corps et leurs mouvements, et donc être expérimentée et traversée.
- En 1999, l’artiste italien Maurizio Catalan réalise l’œuvre « A perfect day » où il s’amuse à accrocher son galeriste Massimo de Carlo dans sa propre galerie à Milan. Il se sert d’un ruban adhésif renforcé par une trame qui sert d’armature (duct tape).
- Depuis 1989, l'artiste belge Michel François réalise des Stumbling block qui sont des blocs de polystyrène retenus au mur par du ruban adhésif.
- Marc Chevalier est un artiste français qui en 2007 fait écho à l’idée du tableau en apposant sur des châssis du ruban adhésif noir ou transparent. Ici, le ruban adhésif joue le rôle à la fois de toile, d’apprêt, de peinture et de vernis.
- Beat Zoderer est un artiste suisse s'est servi du ruban adhésif pour réaliser des tableaux mais aussi des œuvres au sol.
- Jim Lambie est un artiste écossais qui recouvre avec précision le sol de ruban adhésif. Ce geste oblige le spectateur à traverser l’œuvre et donc à marcher dessus.
- Le Français Yorga considère le ruban adhésif comme un art en soi[8].